# Bataille de Saint-Cast
Guerre de Sept Ans
Batailles
- Minorque (navale) (1756)
- Pirna (1756)
- Lobositz (1756)
- Reichenberg (1757)
- Prague (1757)
- Kolin (1757)
- Hastenbeck (1757)
- Gross-Jägersdorf (1757)
- Moys (1757)
- Rochefort (1757)
- Rossbach (1757)
- Breslau (1757)
- Leuthen (1757)
- Carthagène (navale) (1758)
- Olomouc (1758)
- Saint-Malo (1758)
- Rheinberg (1758)
- Krefeld (1758)
- Domstadl (1758)
- Cherbourg (1758)
- Zorndorf (1758)
- Saint-Cast (1758)
- Tornow (1758)
- Lutzelberg (1758)
- Hochkirch (1758)
- Bergen (1759)
- Kay (1759)
- Minden (1759)
- Kunersdorf (1759)
- Neuwarp (navale) (1759)
- Hoyerswerda (1759)
- Baie de Quiberon (navale) (1759)
- Maxen (1759)
- Meissen (1759)
- Glatz (1760)
- Landshut (1760)
- Corbach (1760)
- Emsdorf (1760)
- Dresde (1760)
- Warburg (1760)
- Liegnitz (1760)
- Rhadern (1760)
- Berlin (1760)
- Kloster Kampen (1760)
- Torgau (1760)
- Belle-Île (1761)
- Langensalza (1761)
- Cassel (1761)
- Grünberg (1761)
- Villinghausen (1761)
- Ölper (1761)
- Kolberg (1761)
- Wilhelmsthal (1762)
- Burkersdorf (1762)
- Lutterberg (1762)
- Reichenbach (1762)
- Almeida (1762)
- Valencia de Alcántara (1762)
- Nauheim (1762)
- Vila Velha de Ródão (1762)
- Cassel (1762)
- Freiberg (1762)

- Jumonville Glen (1754)
- Fort Necessity (1754)
- Fort Beauséjour (1755)
- 8 juin 1755
- Monongahela (1755)
- Petitcoudiac (1755)
- Lac George (1755)
- Fort Bull (1756)
- Fort Oswego (1756)
- Kittanning (1756)
- En raquettes (1757)
- Pointe du Jour du Sabbat (1757)
- Fort William Henry (1757)
- German Flatts (1757)
- Lac Saint-Sacrement (1758)
- Louisbourg (1758)
- Le Cran (1758)
- Fort Carillon (1758)
- Fort Frontenac (1758)
- Fort Duquesne (1758)
- Fort Ligonier (1758)
- Québec (1759)
- Fort Niagara (1759)
- Beauport (1759)
- Plaines d'Abraham (1759)
- Sainte-Foy (1760)
- Neuville (1760)
- Ristigouche (navale) (1760)
- Mille-Îles (1760)
- Signal Hill (1762)

- Cap-Français (1757)
- Martinique (1759)
- Guadeloupe (1759)
- Dominique (1761)
- Martinique (1762)
- Cuba (1762)

- Chandernagor (1757)
- Plassey (1757)
- Gondelour (1758)
- Négapatam (navale) (1758)
- Condore (1758)
- Madras (1758)
- Pondichéry (navale) (1759)
- Masulipatam (1759)
- Chinsurah (1758)
- Wandiwash (1760)
- Pondichéry (1760-1761)
- Manille (1762)

- Saint-Louis (1758)
- Gorée (1758)
- Gambie

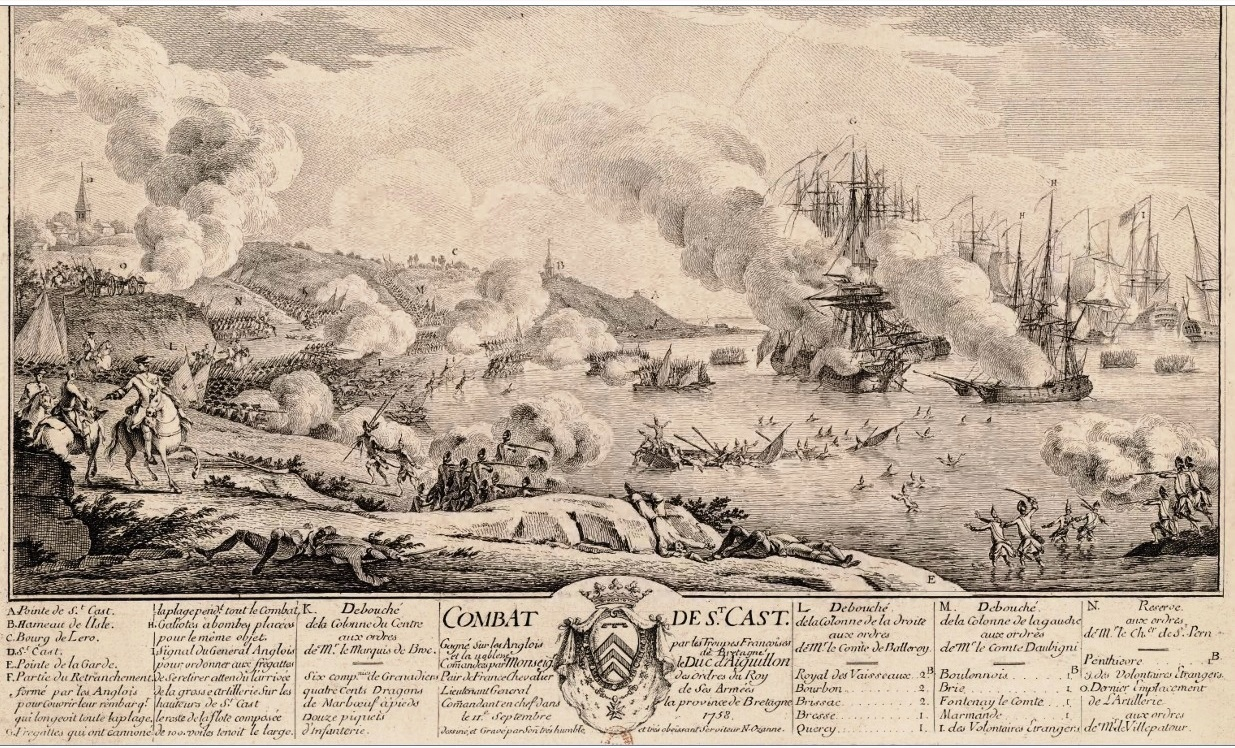
La bataille de Saint-Cast, gravure de Nicolas Ozanne.

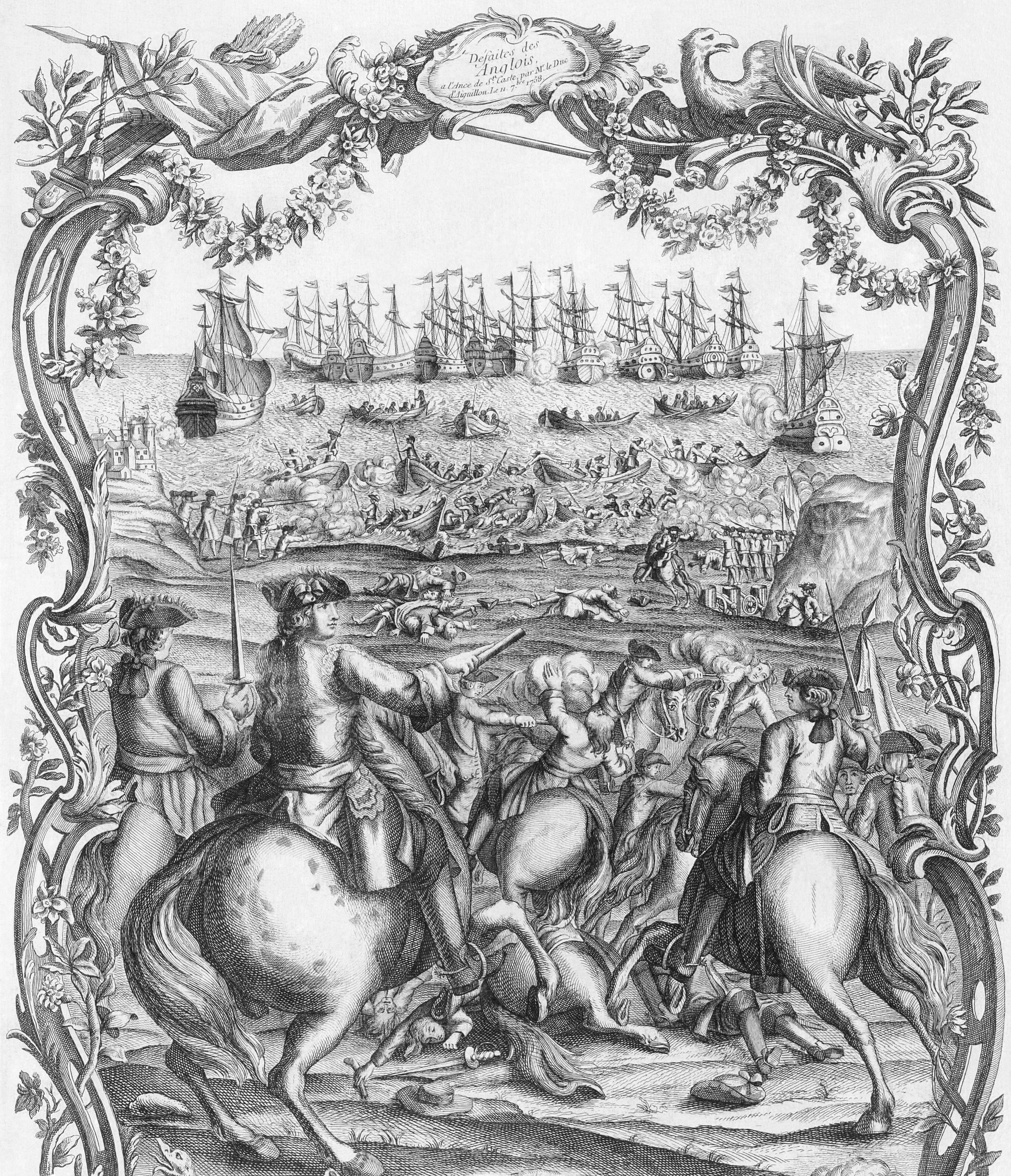
Combat de St-Cast gagné sur les Anglais par les troupes françaises commandées par Monseigneur le duc d'Aiguillon, gravure d'Ozanne.

La bataille de Saint-Cast est un affrontement livré le 11 septembre 1758, autour de Saint-Malo, lors de la guerre de Sept Ans. Elle vit une tentative de débarquement britannique repoussée grâce aux fortifications de Vauban et à la pugnacité des habitants de la région.

## Contexte
Cette bataille a lieu au début de la guerre de Sept Ans. Alors que les armées de Louis XV se battent dans les Indes et au Canada, les Britanniques lancent des expéditions contre les ports de la Manche, bases arrière des corps expéditionnaires français. En juin 1758, ils pillent Cancale, en août attaquent Cherbourg. Ces manœuvres de diversion servent à tenter de fixer en France des régiments qui seraient plus utiles aussi bien dans les colonies américaines qu'en Allemagne, où les troupes royales affrontent les Prussiens, alliés des Britanniques.

## Forces en présence
Les troupes françaises, fortes de 7 000 hommes environ, sont sous les ordres du gouverneur de Bretagne, le duc d'Aiguillon.
Les troupes du royaume de Grande-Bretagne, fortes de 42 500 hommes environ, dont 10 000 fantassins, sous commandement du général Thomas Bligh, de l'amiral Anson et du commodore Richard Howe.

## Déroulement
Le 3 septembre, une flotte d'une centaine de navires britanniques débarque à Saint-Briac 10 000 hommes commandés par le général Bligh, avec comme objectif d'attaquer Saint-Malo. Mais un vent de noroît les prive du soutien de leur flotte, qui doit se réfugier à l'abri de la pointe de l'Isle en Saint-Cast. Repoussée par le feu des batteries des forts malouins, l'armée britannique fait mouvement vers l'ouest, pillant et brûlant les châteaux et les fermes de la région, pour rejoindre ses navires dans la baie de Saint-Cast.
Les 8 et 9 septembre 1758, quelques dizaines de volontaires essentiellement issus de la petite noblesse locale sont rejoints par Jacques-Pierre Rioust des Villes-Audrains et retardent les Britanniques dans la traversée de l'Arguenon à marée basse, permettant ainsi aux forces commandées par le duc d'Aiguillon de se regrouper entre Plancoët et Saint-Potan au cours de la journée et la nuit du 10 septembre.
Le 11 septembre au matin, encerclés par les troupes françaises et les volontaires bretons, les Britanniques sont obligés de rembarquer. La bataille s'engage avec l'arrière-garde britannique sur la grande plage de Saint-Cast. Les Britanniques laissent sur le terrain quelque 2 000 morts et environ 740 prisonniers. La bataille, qui a débuté à 8 h 30, se termine vers 12 h 30. Un Te Deum est chanté le lendemain.

## Suites
Les victimes françaises de cette bataille furent enterrées dans le cimetière de Valivray, ouvert en 1631 pour accueillir les corps des victimes de la peste, et situé près du Camping les Mielles, entre la Grande Plage et l'église actuelle. Il prit alors le nom de cimetière des Braves. Des victimes du choléra y furent aussi inhumées en 1832. Les prisonniers sont pour leur part emmenés à Dinan ou plusieurs d'entre eux trouveront la mort.
Un tableau représentant la bataille est situé au premier étage de la préfecture de Saint-Brieuc. Les vitraux de l'église de Saint-Cast gardent également trace de cet épisode. En revanche, l'Histoire est moins flatteuse envers le duc d'Aiguillon. En effet, dans la lutte du Parlement de Bretagne contre le pouvoir royal, La Chalotais minimisa le rôle du duc dans la bataille. En faisant allusion aux relations que celui-ci aurait pu entretenir avec la meunière du Moulin d'Anne, où il avait établi son quartier général, le procureur général put déclarer que : « le duc d'Aiguillon à Saint-Cast s'était plus couvert de farine que de gloire ». Le nom de la « Belle Meunière », figure de l'histoire castine, est aujourd'hui associé à une célèbre pâtisserie de la station même s'il semble désormais établi que le meunier était en fait célibataire.

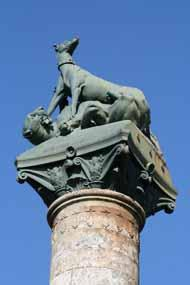
Sculpture au sommet de la colonne commémorative.

Une colonne commémorative, en granit de 18 mètres, surmontée d’un groupe en fonte figurant un lévrier, terrassant un léopard, rappelle la victoire des troupes françaises aidées de volontaires bretons sur le corps expéditionnaire britannique. La première pierre de cette colonne fut posée le 17 juillet 1858 et l'inauguration eut lieu le 11 septembre, pour le centième anniversaire de la bataille. La gravure en latin inscrite sur la colonne signifie : « Plutôt la mort qu’une souillure, Dieu toi seul es grand et fais les grands événements ». Dans la seconde moitié du XIXe siècle, le souvenir de la bataille de Saint-Cast devient un temps un des lieux de naissance du régionalisme breton, avant que l'événement ne tombe progressivement dans l'oubli puisque cette bataille locale, bien que gagnée, n'a pas eu d'influence sur l'issue de la guerre de Sept Ans.

#### Ouvrages généraux
- Jonathan R. Dull (trad. de l'anglais), La Guerre de Sept Ans. Histoire navale, politique et diplomatique, Bécherel, Bécherel, Les Perséides, 2009, 536 p. (ISBN 978-2-915596-36-6).
- Stéphane Perréon, L’Armée en Bretagne au XVIIIe siècle. Institution militaire et société civile au temps de l’intendance et des États, Rennes, Presses universitaires de Rennes, 2005 (ISBN 978-2-7535-0098-3).

#### Ouvrages sur la bataille
- Pierre de La Condamine, L’Épopée de la Bretagne. Un jour d’été à Saint-Cast, Guérande, Le Bateau qui vire, 1977.
- Yann Lagadec et Stéphane Perréon (avec la collaboration de David Hopkin), La Bataille de Saint-Cast (Bretagne, 11 septembre 1758). Entre histoire et mémoire, Rennes, Presses universitaires de Rennes/Société d’histoire et d’archéologie de Bretagne, 2009, 451 p. (ISBN 978-2-7535-0948-1).
- Auguste Lemasson, La Descente des Anglais à Saint-Briac et leur défaite à Saint-Cast l’an 1758, Saint-Brieuc, Guyon, 1923, 176 p.[rééd. Paris, Le Livre d’histoire, 2007]
- Daniel de la Motte Rouge, Récit inédit de la bataille de Saint-Cast et souvenirs sur la vie à Plancoët au XVIIIe siècle d'après le livre de raison du Sénéchal de Lantillais (Extrait des mémoires de la société d'émulation des Côtes du Nord), Saint-Brieuc, Les presses bretonnes, 1950, 25 p.https://voyeaud.org/Travaux/Livres/Saint-Cast/Saint-Cast.php

#### Articles
- Chanoine Auguste Lemasson, Nouvelle relation de la descente des Anglais à Saint-Briac et de leur défaite à Saint-Cast en 1758, suivie d'une lettre inédite d'un officier du Fort La Latte, dans Société d'émulation des Côtes-du-Nord, 1939, tome 71, p. 281-293 (lire en ligne)
- Cédric Boissière, David Hopkin, Yann Lagadec et Stéphane Perréon, « La bataille de Saint-Cast, un événement « médiatique » européen (11 septembre 1758) », Mémoires de la Société d'émulation des Côtes-d'Armor, 2009, p. 93-120.
- Joseph Chenu, « La bataille de Saint-Cast et l’implication bretonne », Mémoires de la Société d’émulation des Côtes d’Armor, 2009, p. 23-54.
- Joseph Chenu, « Autour de la bataille de Saint-Cast en 1758 », Mémoires de la Société d’émulation des Côtes-du-Nord, 109, 1981, p. 61-86.
- Edmond Dziembowski, « La Place des descentes sur les côtes françaises dans la politique de William Pitt l’Ancien (1757-1758) », Annales de Bretagne et des Pays de l’Ouest, 2007-4, p. 119-131.
- Eva Guillorel, « Chanson politique et histoire : le combat de Saint-Cast et les Anglais sur les côtes de Bretagne au XVIIIe siècle », Annales de Bretagne et des Pays de l’Ouest, 2007-4, p. 167-184.
- David Hopkin, Yann Lagadec et Stéphane Perréon, « La bataille de Saint-Cast (1758) et sa mémoire : une mythologie bretonne », Annales de Bretagne et des Pays de l’Ouest, 2007-4, p. 195-215.
- David Hopkin, Yann Lagadec et Stéphane Perréon, « « A pleasant country » : visions britanniques sur les descentes de 1758, de Cancale à Saint-Cast », Bulletin et mémoires de la Société archéologique et historique d’Ille-et-Vilaine, 2008, p. 32-70.
- (en) David Hopkin, Yann Lagadec et Stéphane Perréon, « The Experience and Culture of War in the Eighteenth-Century: The British Raids on the Breton Coast, 1758 », French Historical Studies, 2008, p. 193-227.
- Arthur de La Borderie, « Chansons populaires relatives aux descentes des Anglais en Bretagne », Revue de Bretagne et de Vendée, juillet 1883, p. 5-17 et août 1883, p. 81-97.
- (en) Richard Middleton, « The British Coastal Expeditions to France, 1757-1758 », Journal of the Society for Army Historical Research, 71, 1993, p. 74-92.
- (en) Alan W.H. Pearsall, « Naval Aspects of the Landings on the French Coast, 1758 », in Nicholas Rodger (dir.), The Naval Miscellany, Londres, Publications of the Navy Records Society, 1984, p. 207-243.